# Lake Lyndon
Lake Lyndon ist ein kleiner See in den neuseeländischen Alpen.

## Geographie
Der See liegt in der Region Canterbury auf der Südinsel von Neuseeland, westlich des Porters Pass. Der State Highway 73 führt am Ende des Sees vorbei. Östlich am See angrenzend liegt der Korowai/Torlesse Tussocklands Park und der 1984 Meter hohe Mount Lyndon befindet sich westlich des Sees, wogen der 1998 Meter hohe Castle Hill Peak nördlich sich in den Torlesse Range befindet.

## Beschreibung und Nutzung
Der See, der wegen seiner Höhenlage im Winter regelmäßig zufriert, wird vom Acheron River entwässert, der wiederum in den Rakaia River mündet. Der in etwa einer Stunde von Christchurch aus erreichbare See ist fürs Angeln auf Regenbogenforellen bekannt. 

## Eisenbahntrasse
Eine der für die Bahnlinie der Midland Line ursprünglich erkundete Trasse hätte den heute stillgelegten Whitecliffs Branch in Homebush verlassen und wäre dem Ostufer des Sees nach Cass gefolgt. Die dann tatsächlich gebaute Strecke folgt auf einem kürzeren Weg am See vorbei.